# Lora zielona
Lora zielona (Chalcopsitta scintillata) – gatunek średniej wielkości ptaka z rodziny papug wschodnich (Psittaculidae). Zasiedla południową część Nowej Gwinei oraz wyspy Aru.

## Systematyka
Wyróżniono trzy podgatunki C. scintillata:
- C. scintillata rubrifrons – Aru.
- C. scintillata scintillata –  południowo-zachodnia Nowa Gwinea.
- C. scintillata chloroptera – południowo-wschodnia Nowa Gwinea.

## Morfologia
CharakterystykaNie występuje dymorfizm płciowy. Dorosły osobnik charakteryzuje się zielonymi skrzydłami, czarnym przodem głowy z czerwonym czołem i kantarkiem oraz czarnym dziobem. Jego ogon także jest zielony, ale sterówki kolejno czerwone, brązowe i żółte. Reszta ciała zielona, ale wszędzie żółto i ma nieco czerwieni pod gardłem i ciemniejszy spód piersi (i tam też paskowana). Młode nie tak intensywnie ubarwione i z brązowymi, a nie czerwonymi tęczówkami. Nogi szare.
Wymiary
- długość ciała: 31 cm[6]
  - skrzydło: 16–18,3 cm
  - ogon: 9,6–11,4 cm
  - dziób: 1,9–2,3 cm
  - skok: 2,1–2,4 cm
- masa ciała: 180–245 g[6]

## Tryb życia
BiotopSawanna, brzegi lasów, zarośla roślinności wtórnej, plantacje palm oraz lasy namorzynowe.
ZachowaniaNajczęściej widziana wśród kwiatów, w grupach do 30 ptaków. Zjada nektar oraz pyłki. Najbardziej lubi sagowce (Cycas spp.) oraz szeflery (Schefflera spp.). Nie zostało to jeszcze zbadane, ale mogą zjadać także owady.
LęgiWykonuje tańce godowe oraz popisy w powietrzu i na gałęziach. Wykryte lęgi miały miejsce w lutym i wrześniu, w dziuplach, często wysokich lub obumarłych palm, jedno z nich było na wysokości około 24 metrów. Jaja mają wymiary 31,4×21,1 mm. W niewoli inkubacja trwa 26 dni, jaja są składane po złożeniu pierwszego jaja z dwóch. Gniazdo wyściela piórami. Młode umieją latać pomiędzy 90. a 100. dniem życia.

## Ogrody zoologiczne
Rzadko spotykana w ogrodach zoologicznych. Pierwszy raz pojawiła się w Europie w roku 1872 w zoo w Londynie. Następny raz miało to miejsce w Ogrodzie Zoologicznym w Berlinie w roku 1913. Po raz pierwszy na świecie rozmnożyły się w niewoli w roku 1976 u duńskiego hodowcy. Obecnie trzymana głównie w amerykańskich placówkach, ale pojedyncze osobniki hodowane są także w Europie.

## Status i ochrona
Międzynarodowa Unia Ochrony Przyrody (IUCN) uznaje lorę zieloną za gatunek najmniejszej troski (LC – least concern) nieprzerwanie od 1988 roku. Została wpisana do Załącznika II konwencji waszyngtońskiej. Ogólną populację szacuje się na ponad 100 000 ptaków. Trend liczebności populacji uznawany jest za stabilny.